# 忍びの者 続・霧隠才蔵
『忍びの者 続霧隠才蔵』（しのびのもの ぞくきりがくれさいぞう）は、1964年12月30日に大映が配給した、池広一夫監督による時代劇映画。主演は市川雷蔵。市川雷蔵主演の忍びの者シリーズ全8作のうち第5弾で、前作『忍びの者 霧隠才蔵』の直接的な続編である。

## キャスト
- 霧隠才蔵：市川雷蔵
- あけみ：藤由紀子
- 志乃：藤村志保
- 真田幸村：城健三朗
- 徳川家康：小沢栄太郎
- 真田大助：小林勝彦
- 島津家久：五味龍太郎
- 徳川秀忠：島田竜三
- 真鶴：明星雅子
- 島津義弘：二代目 澤村宗之助
- 金地院崇伝：稲葉義男
- 服部半蔵：伊達三郎
- 赤目の七郎：中村豊
- 竜飛：藤山浩二
- 加太の小猿：守田学
- 白子の滝八：矢島陽太郎
- 本多正純：水原浩一
- 種ケ島久尚：林寛
- 海江田一閑斎：浅野進治郎
- 宗全：荒木忍

## スタッフ
- 監督 : 池広一夫
- 企画 : 伊藤武郎
- 撮影 : 牧浦地志
- 美術 : 西岡善信
- 音楽 : 池野成
- 編集 : 谷口登司夫
- 照明 : 山下礼二郎
- 脚本 : 高岩肇

## 併映作品
- 『座頭市関所破り』: 安田公義監督

## 市川雷蔵主演 忍びの者シリーズ
- 忍びの者（1962年、監督：山本薩夫）
- 続・忍びの者（1963年、監督：山本薩夫）
- 新・忍びの者（1963年、監督：森一生）
- 忍びの者 霧隠才蔵（1964年、監督：田中徳三）
- 忍びの者 続・霧隠才蔵（1964年、監督：池広一夫）
- 忍びの者 伊賀屋敷（1965年、監督：森一生）
- 忍びの者 新・霧隠才蔵（1966年、監督：森一生）
- 新書・忍びの者（1966年、監督：池広一夫）